# Švýcarský národní park
Švýcarský národní park (německy Schweizerischer Nationalpark, rétorománsky Parc Naziunal Svizzer, italsky Parco Nazionale Svizzero, francouzsky Parc National Suisse) se nachází v kantonu Graubünden a je jediným národním parkem na území Švýcarska. Je zároveň i biosférickou rezervací.
Nachází se v obcích Zernez (116,82 km², tedy 68,6 % rozlohy), S-chanf (23 km², 13,5 %), Scuol (22,48 km², 13,2 %) a Val Müstair (8 km², 4,7 %).
Podle Mezinárodního svazu ochrany přírody (IUCN) je Švýcarský národní park rezervací kategorie Ia (nejvyšší třída ochrany, oblast divočiny). Byl založen v roce 1914 a je nejstarším národním parkem v Alpách a střední Evropě.
Od roku 1979 je biosférickou rezervací UNESCO a se svou současnou rozlohou 170,3 km² je také největší přírodní rezervací v zemi. Spravuje ji veřejná nadace se sídlem v Bernu. Správa sídlí na zámku Planta-Wildenberg v Zernez, ředitelem švýcarského národního parku je od října 2019 Ruedi Haller.

## Poloha a popis
Švýcarský národní park leží na samém východě Švýcarska, v kantonu Graubünden. Část území parku se nachází v údolí Engadin. Je tvořen prudce tekoucími říčkami, hlubokými lesy a vysokými štíty. Nejvyšší horou je Piz Pisoc (3174 m). Lesy, v kterých převažují jako dominantní dřeviny borovice kleč a borovice lesní (90 %), pokrývají asi třetinu ze 170 km² rozlohy parku. Čtvrtinu populace stromů tvoří mrtvé dřevo - a trend je stoupající, protože hniloba může trvat i více než 100 let. Převážnou část hornin, kterou je tvořen povrch oblasti parku, tvoří dolomit, celá oblast je proto poměrně suchá. Průměrná roční teplota je 0 °C, roční úhrn srážek se pohybuje kolem 1140 mm a počet hodin slunečního svitu za rok se pohybuje kolem 1900.

## Cíle národního parku

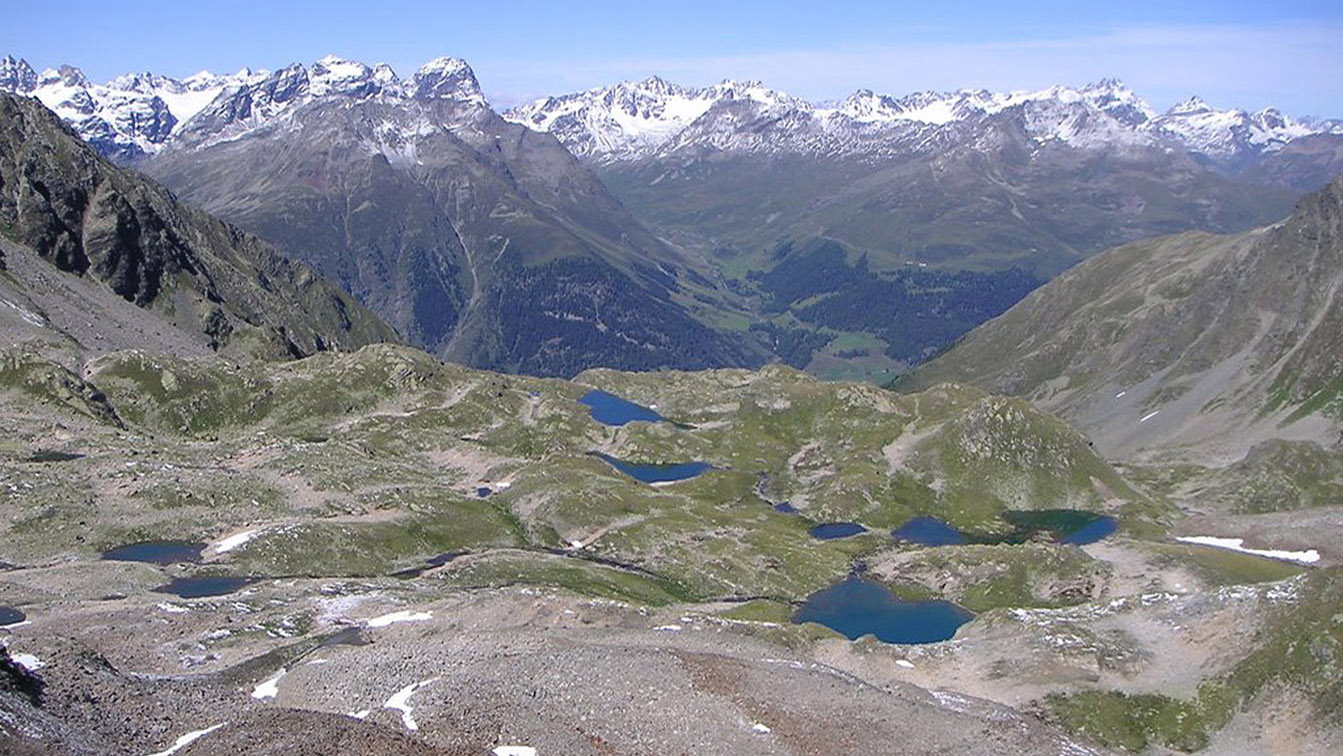
Oblast Macun v národním parku

Dosud jediný švýcarský národní park sleduje tři cíle: ochrana přírody, výzkum a informace. Čtvrtým z nich je seznámit návštěvníky s praktickou ochranou přírody prostřednictvím zážitku z návštěvy zcela nedotčené oblasti.
Na prvním místě je myšlenka komplexní ochrany přírody. V parku je příroda ponechána svému neomezenému vývoji; není dovoleno opouštět vyznačené cesty, odnášet si cokoli domů, tábořit, rozdělávat oheň nebo nocovat, ani lovit zvířata, kácet stromy nebo kosit louky. Dlouhodobým cílem je návrat k podmínkám, které všude panovaly před příchodem člověka před zhruba 5000 lety. Lidé by měli zůstat pouhými pozorovateli na předem určených cestách, aby se působivá alpská krajina mohla vyvíjet vlastními dynamickými procesy. Přestože parkem prochází silnice vedoucí průsmykem Ofenpass do údolí Vinschgau, rozsáhlé oblasti jsou přístupné pouze pěšky a několik z více než 20 údolí je pro člověka zcela uzavřeno. Slouží mimo jiné jako klidová místa pro volně žijící živočichy.

### Pozorování přírody
Jelikož je v parku zakázáno opouštět stezky, zvířata si mimo jiné zvykají na lidi, a proto je lze pozorovat z bezprostřední blízkosti. V létě na loukách rozkvétají žluté alpské máky, hořce, vstavače a devaterníky. Žije tu 30 druhů savců – například zajíc bělák, svišť, kamzík, kozorožec, liška a jelen. V parku těsně po jeho založení v roce 1914 vyhynuli kozorožci, později byli opět vysazeni. V lesích hnízdí méně obvyklé druhy ptáků – například datel černý, tetřev, výr velký a orel skalní. Vzácně lze spatřit i některého z orlosupů bradatých, kteří byli do parku znovu vysazeni v roce 1991. Poté, co v oblasti došlo k přirozenému rozmnožování, byla reintrodukce chovných zvířat v roce 2007 pozastavena.
Ekosystém parku zahrnuje několik tisíc živočišných a rostlinných druhů, od nenápadných mikroorganismů až po medvěda hnědého, který byl koncem července 2005 po zhruba 90leté nepřítomnosti opět spatřen ve Švýcarsku. Zdá se, že se do národního parku přistěhoval z Jižního Tyrolska. Jako migrující host je považován za součást neustále se vyvíjejícího ekosystému, a proto není jeho pohyb nijak regulován. Informační tabule byly naopak doplněny o doporučení, jak se chovat v případě setkání s medvědem. Setkání s vlky nebo rysy, kteří se v parku občas objevují, je spíše nepravděpodobné. Bujnou vegetaci lze pozorovat snadněji. Velká část parku leží na vápencové půdě, takže na většině území převládá vápnomilná flóra. Většina hornin v parku - pískovce, vápence a svory - jsou sedimentární horniny jako dolomit. Krystalické horniny, jako jsou rula nebo amfibolit, se vyskytují pouze v oblasti Macun.

## Historie

Historický snímek oblasti národního parku (1954)

Na základě myšlenek a činů Johanna Wilhelma Coaze, který je považován za jednoho z hlavních průkopníků myšlenky národních parků, se na počátku 20. století ve Švýcarsku ozývaly hlasy, které chtěly zastavit postupné ničení posledních nedotčených přírodních oblastí země. Spolková rada pověřila komisi, aby navrhla vhodná území, která by se měla co nejvíce podobat původnímu stavu. Brzy se zaměřili na oblast průsmyku Ofenpass v Graubündenu. V roce 1908 navrhli členové Švýcarské přírodovědecké společnosti (SCNAT) pod vedením basilejského zoologa Paula Sarasina údolí Val Cluoza, které do značné míry spojovalo požadované charakteristiky. Obec Zernez jako vlastník byla projektu o to více nakloněna díky tomu, že se jednalo o zemědělsky málo hodnotnou oblast. Poté, co byla pronajata i některá okolní údolí, byla v roce 1913 podepsána smlouva o věcném břemeni na 99 let a následujícího roku byl park otevřen. V té době se rozkládal na ploše přibližně 79 km², která již zahrnovala dnešní jádrové zóny: údolí Val Cluozza, oblast průsmyku Ofenpass a údolí Val Minger. Počáteční náklady hradil Švýcarský svaz pro ochranu přírody (SBN), založený v roce 1909.

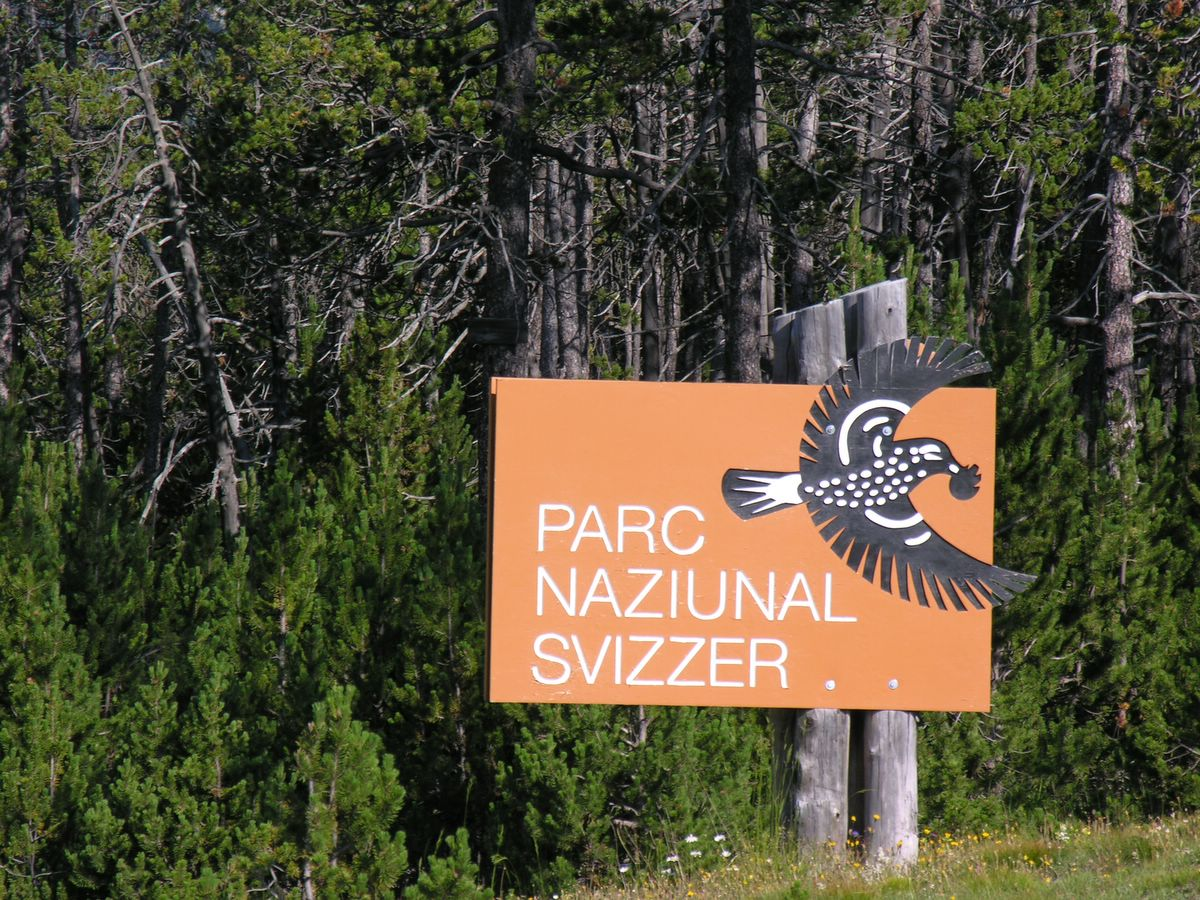
Tabule u začátku oblasti národního parku (v rétorománštině)

Smlouva z roku 1913 upravovala platby za pronájem obcím ze strany Svazu, dlouhodobý vědecký výzkum ze strany Naturforschende Gesellschaft a náklady na dozor a provoz ze strany SBN. Když SBN přestal zvládat vzniklé náklady, převzala tento úkol spolková rada a národní park se přeměnil na nadaci.
V roce 1959 byl spolkový výnos o národním parku revidován. Od té doby byly smlouvy uzavírány na dobu neurčitou, došlo k reorganizaci nájemného a byl zaveden zákaz nadzemního elektrického vedení. Kromě toho je v oblasti zakázáno využívat vodní energii kromě stávající, což je reakce na vyrovnávací povodí elektráren na řece Spöl budovaných od roku 1957 na jižním okraji parku, které připravilo Spöl o značnou část jejího přirozeného průtoku. K předposlednímu rozšíření a „zaokrouhlení“ území parku došlo v roce 1961, k poslednímu v roce 2000, kdy byla do parku zahrnuta jezera Macun, vysoko položené údolí severovýchodně od Zernezu v nadmořské výšce kolem 2600 metrů. V roce 1936 došlo ke ztrátě území parku, když se nepodařilo prodloužit nájemní smlouvu pro údolí Val Tavrü. V roce 1964 byl prvním ředitelem na plný úvazek jmenován Robert F. Schloeth, zoolog z Basileje, který měl mít zásadní vliv na rozvoj národního parku po dalších více než 25 let. Za Schloethova působení byl v roce 1968 otevřen Dům národního parku v Zernez a v roce 1976 naučná stezka v průsmyku Ofenpass, byl mu udělen Evropský diplom pro chráněná území (1967) a UNESCO jej označilo za první švýcarskou biosférickou rezervaci (1979).
V prvních letech po vyhlášení ochrany byl zaznamenán rychlý nárůst flóry a fauny, v letech 1914–1916 se na území parku několikrát objevili medvědi. Počet návštěvníků se v tomto počátečním období pohyboval kolem 250 ročně. Od roku 1920 byly cesty v parku stále více upravovány. V současné době je zde upraveno přibližně 80 kilometrů stezek, včetně dvou vysokohorských tras.

### Komplikace

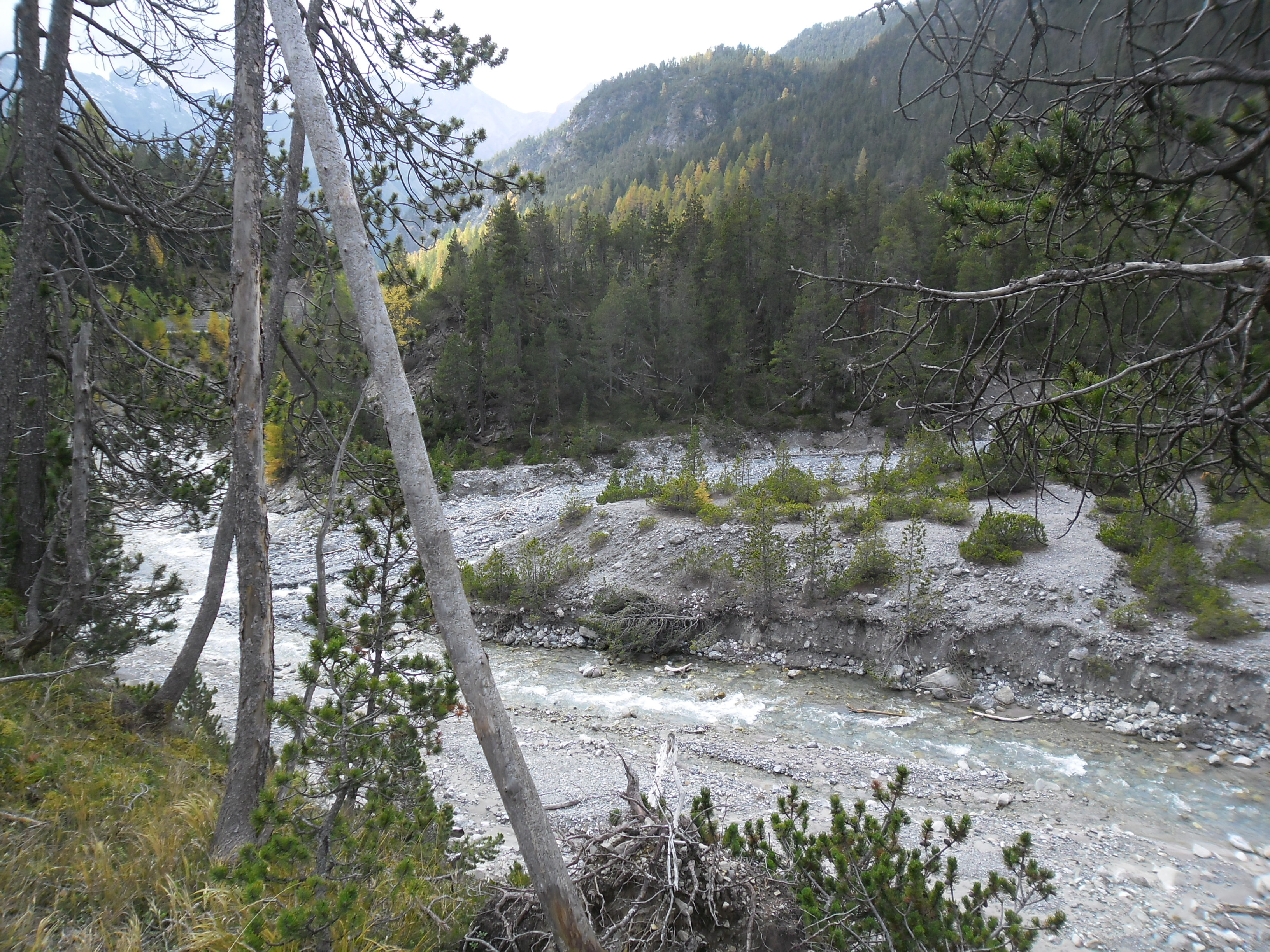
Okolí řeky Spöl v srdci parku

Problémy parku jsou způsobeny především jeho polohou a relativně malou rozlohou. Zatímco ještě do konce 50. let 20. století byl park ideálním tipem pro milovníky přírody a pozorování zvířat, od té doby se počet návštěvníků zvýšil natolik, že mnoho zvířat stále častěji přechází na noční způsob života a je obtížnější je pozorovat. Příkladem je Grimmels Alp u Ova Spin, kde dnes lze pozorovat pouze sviště, ale už ne jeleny a kamzíky. Ve velmi suché oblasti parku mizí stopy po využívání krajiny člověkem velmi pomalu. Na mnoha bývalých vysokohorských pastvinách lze ještě dnes místo přirozených, na živiny chudých travních porostů nalézt typickou dobytčí pastevní flóru. Stopy po těžbě a vypalování vápna jsou jen pomalu překrývány vegetací, stejně jako staré mýtiny. Těsně před otevřením parku vykácely některé obce budoucích nájemců tolik dřeva, že jednání téměř zkrachovala.
Značný problém představují požáry. V blízkosti hotelu Il Fuorn je dosud vidět spoušť způsobená požárem v roce 1951, protože jednou zničená vrstva humusu se obnovuje jen velmi pomalu. V roce 1962 vypukl při stavbě vyrovnávací nádrže u Ova Spinu lesní požár, který se podařilo zastavit pouze vykácením protipožárních pásů a po němž následovaly drobné požáry dalších deset dní. Tyto požáry vyvolaly stále diskutovanou otázku, zda by park měl být skutečně zachován bez jakýchkoli lidských zásahů, včetně ochrany přírody.
Zatímco populace kamzíků se téměř nezměnila, počet jelenů a srnců se od otevření parku výrazně zvýšil. Ke škodám okusem dochází zejména v důsledku zvýšeného počtu spárkaté zvěře v zimním období. Populace zvěře také opakovaně láká pytláky, kteří využívají polohy parku v příhraniční oblasti mezi Švýcarskem, Rakouskem a Itálií, aby se vyhnuli pronásledování.